# Zeuxine stammleri
Zeuxine stammleri är en orkidéart som beskrevs av Rudolf Schlechter. Zeuxine stammleri ingår i släktet Zeuxine och familjen orkidéer. Inga underarter finns listade i Catalogue of Life.